# 室希太郎
室 希太郎（むろ きたろう、1968年11月2日 -）は日本の映像プロデューサー・映画監督。
東京都出身。日本大学芸術学部演劇学科演出コース卒業。母はシャンソン歌手の中原美紗緒（なかはら・みさお1931-1997）。

## 略歴
- 1968年（昭和43年）東京都渋谷区南平台町生。
- 1991年（平成3年）株式会社セディック（セゾングループ・当時）入社。
- 1993年（平成5年）初プロデューサー（担当）映画「乳房」（監督・根岸吉太郎）、「クレープ」（監督・市川準）
- 1995年（平成7年）プロデュースビデオ映画「シュラバ★ヤ★ランコ」（監督・水谷俊之）
- 1995年（平成7年）東京テアトル株式会社入社。劇場営業を担当。
- 1996年（平成8年）株式会社東北新社入社。プロデュースビデオ映画「DONOR」（監督・佐々木正人）
- 1998年（平成10年）プロデュース映画「イノセントワールド」（監督・下山天/竹内結子主演デビュー作品）
- 1999年（平成12年）独立、SP映像、CM、番組制作母体「ヴァーグ」
- 2005年（平成17年）株式会社ヴァーグエンタテインメント
SP映像、CM演出、旅・紀行番組、情報番組制作等。
- 2006年（平成18年）株式会社ジュニア・ドリーマーズ・インターナショナル設立。
「伊藤みどりのフィギュアスケート・ライフ」、「堀江貴文のワンダフル・ライフ」ほかジュニアの未来へ焦点を当てたDVDソフトを製作・販売。
- 2009年（平成21年）映画「COACH コーチ 40歳のフィギュアスケーター」製作・監督・原案・脚本。（公開：2010年2月）
- 2014年（平成26年）BSフジ「町田忍の昭和レトロ紀行」演出・プロデュース・撮影。（シリーズ番組）
- 2017年（平成29年）より、Amazonプライム・ビデオをプラットホームに旅番組を中心としたオリジナルコンテンツをリリース展開。（「広大なる温泉宿」シリーズ、「三宅智子の女子的駅弁紀行」シリーズなど）